# Orientation bibliographique en mammalogie

## Introduction

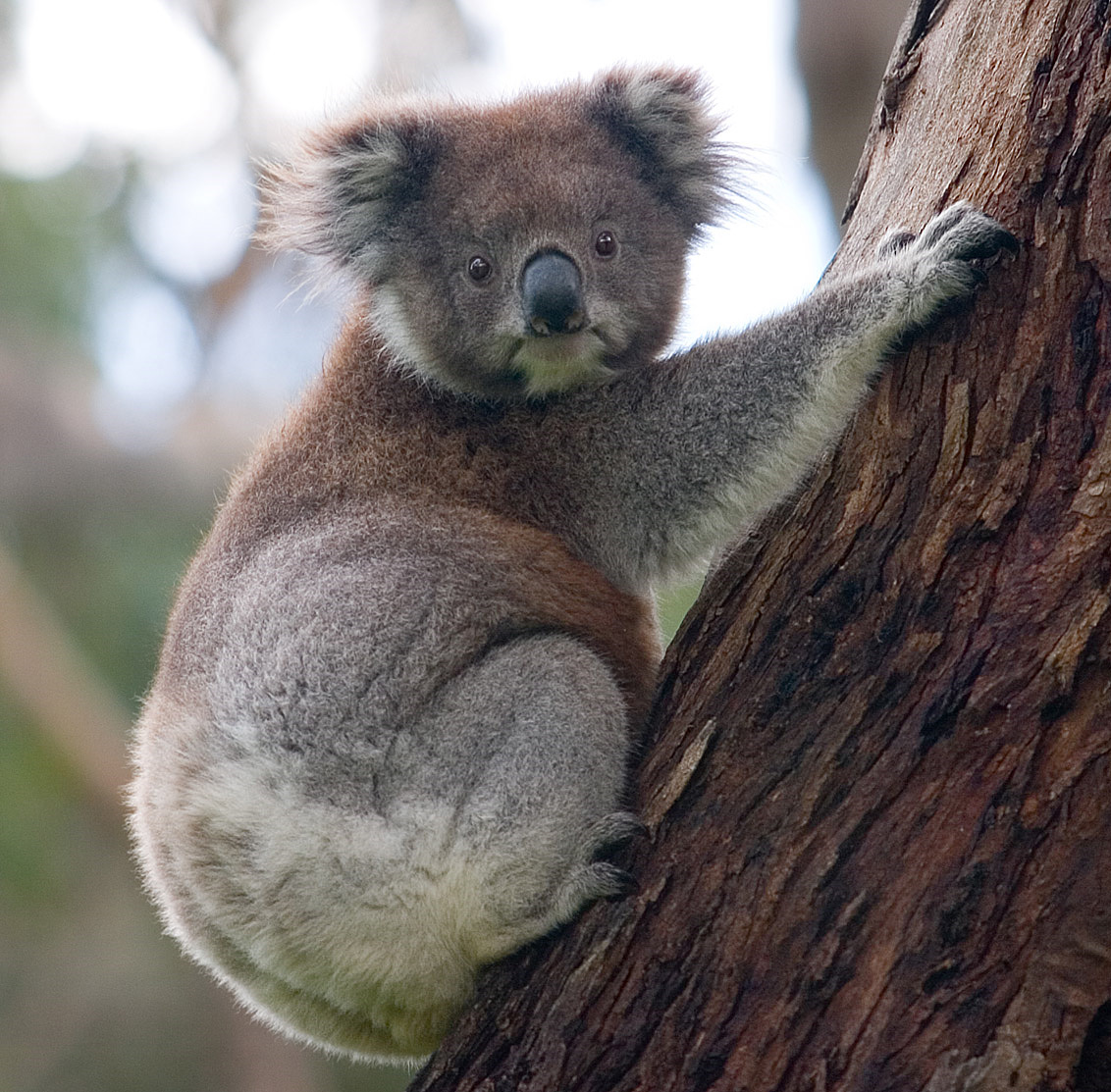
Koala (Phascolarctus cinereus, Phascolarctidae)

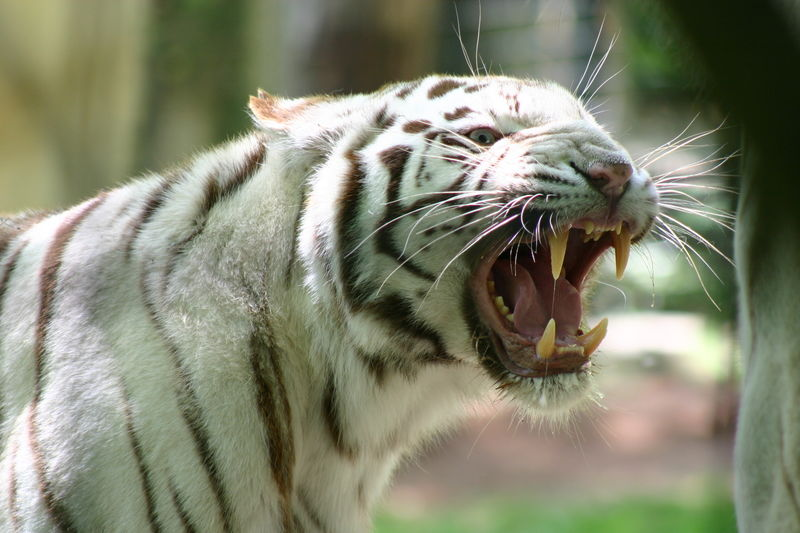
Tigre d'Asie à robe blanche (Panthera tigris)

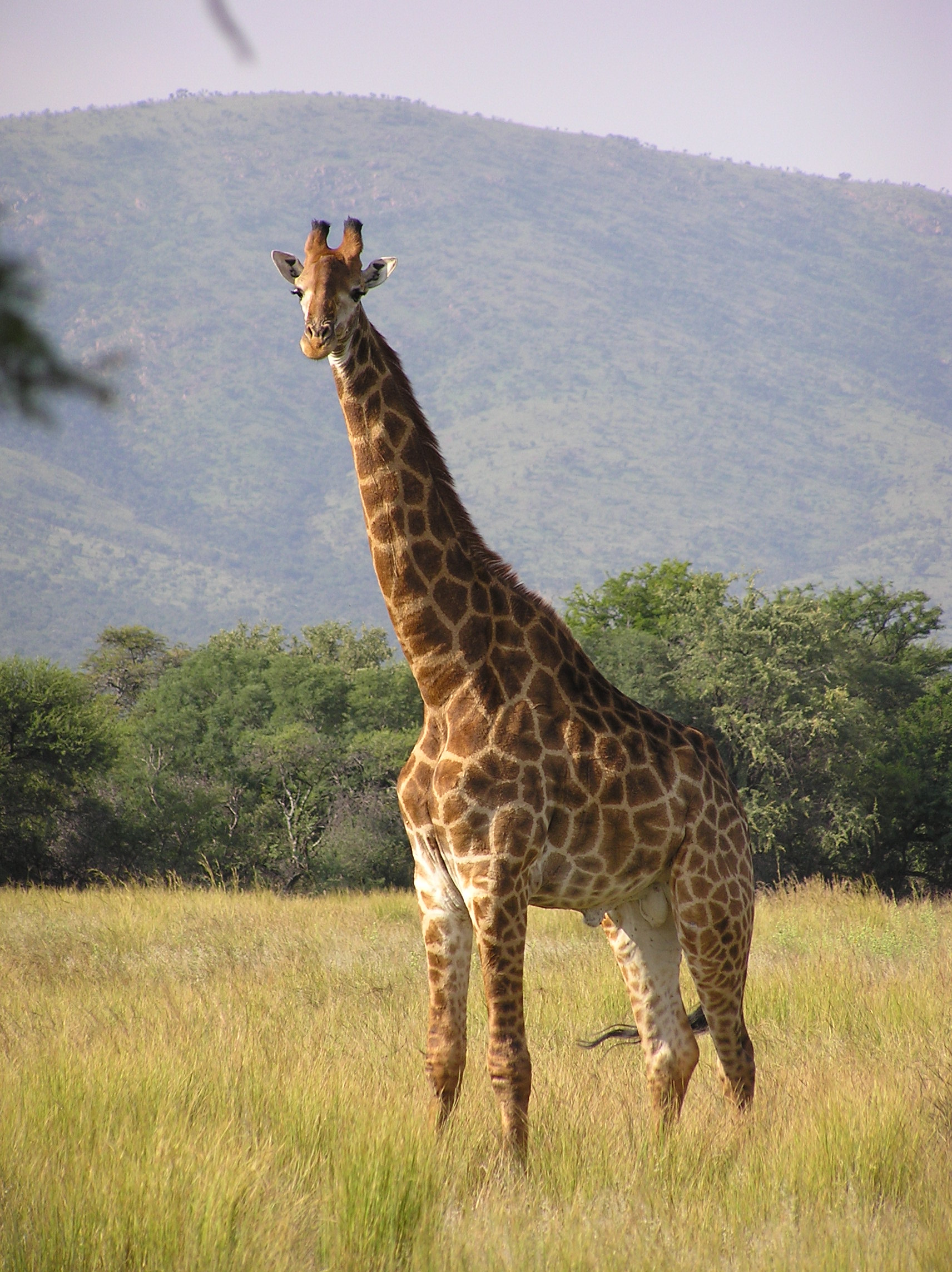
Girafe (Giraffa camelopardalis)

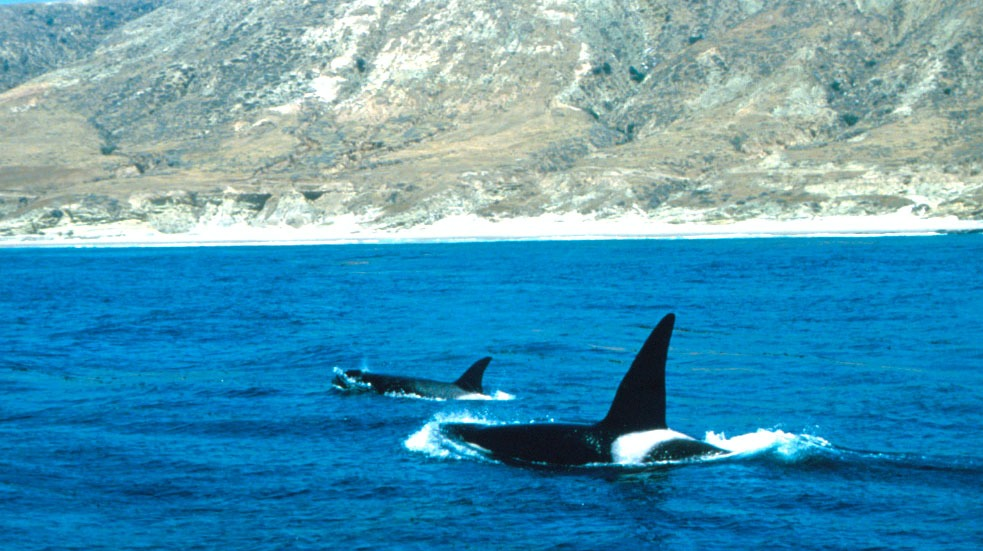
Orque (Orcina orca)

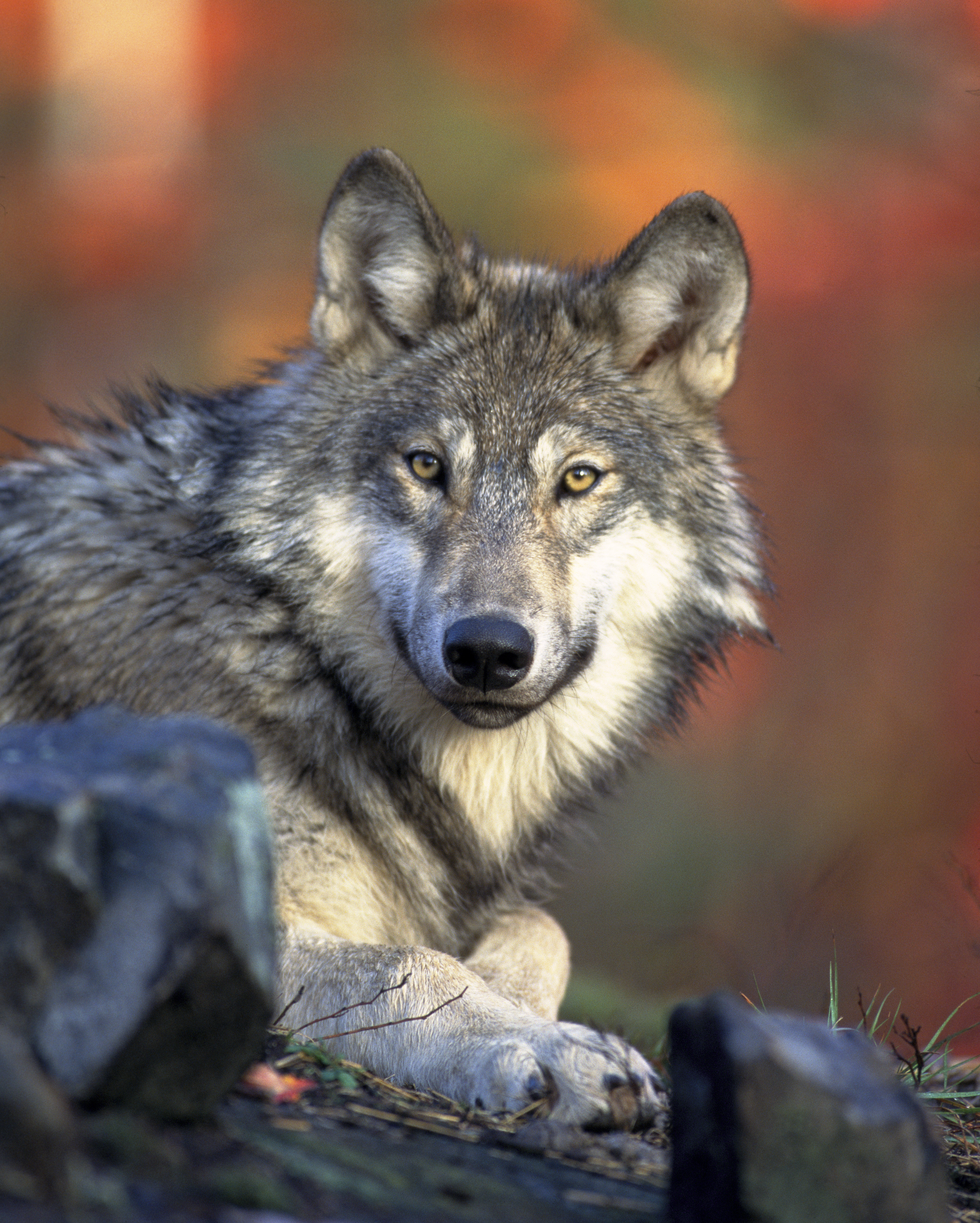
Loup d'Amérique (Canis lupus)

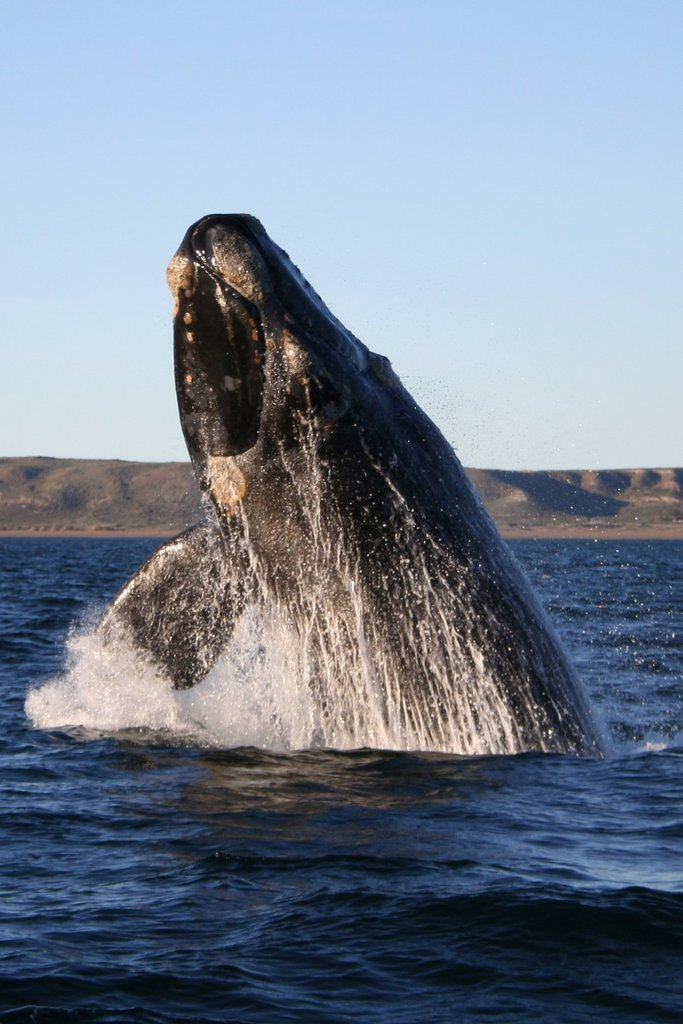
Baleine franche australe (Eubalaena australis)

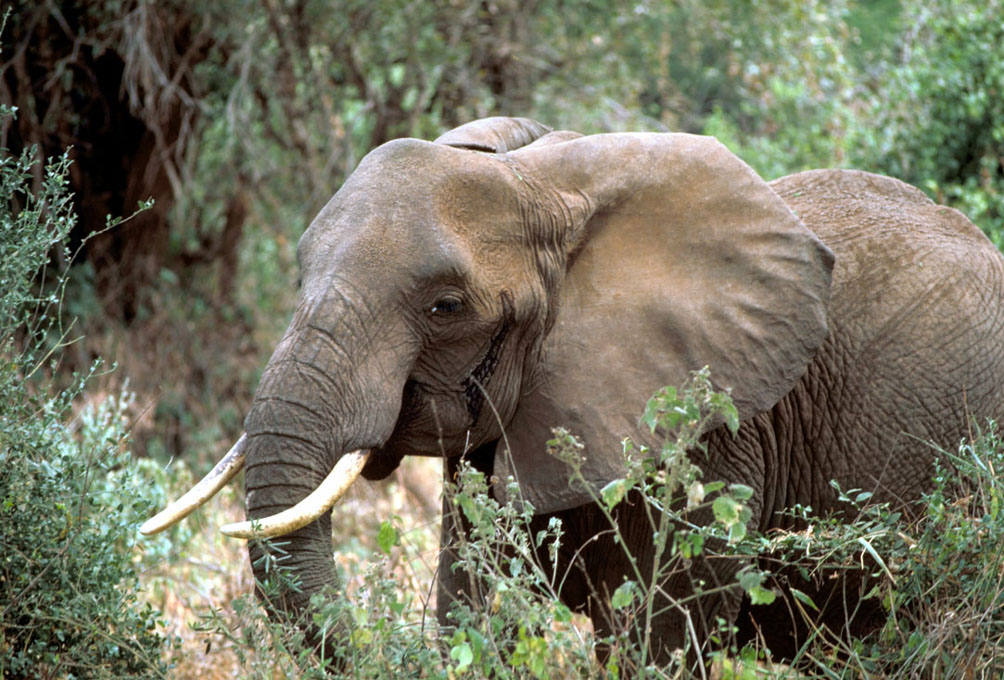
Éléphant de savane d'Afrique (Loxodonta africana)

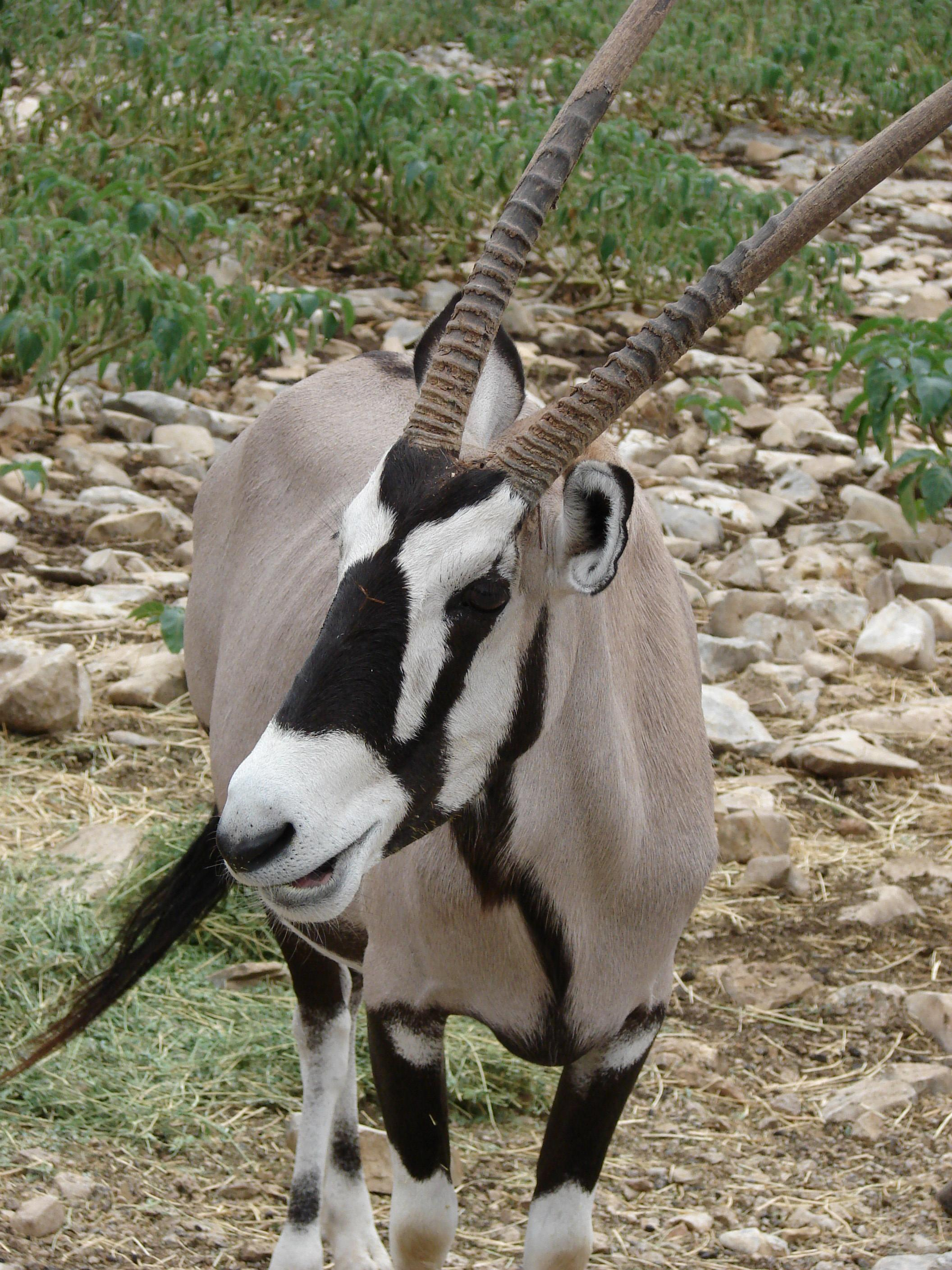
Oryx gazelle (Oryx gazella)

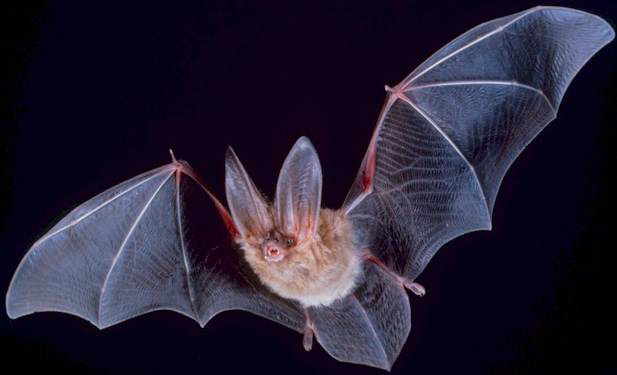
Chauve-souris (Corynorhinus townsendii)

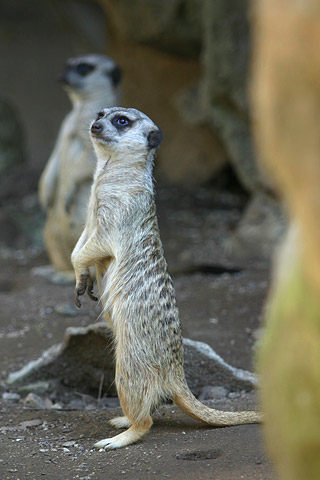
Suricate (Suricata suricatta)

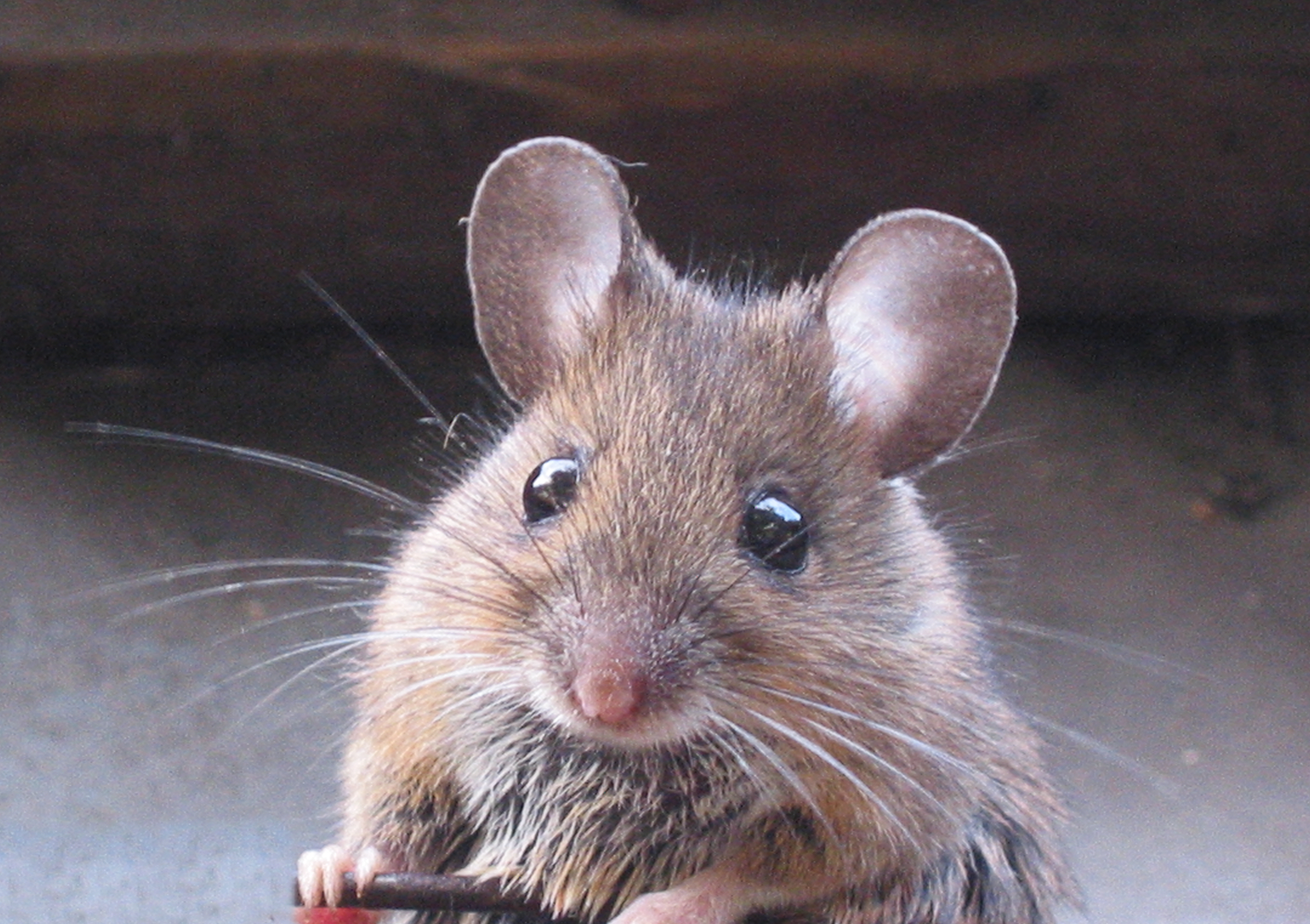
Souris domestique (Mus Musculus)

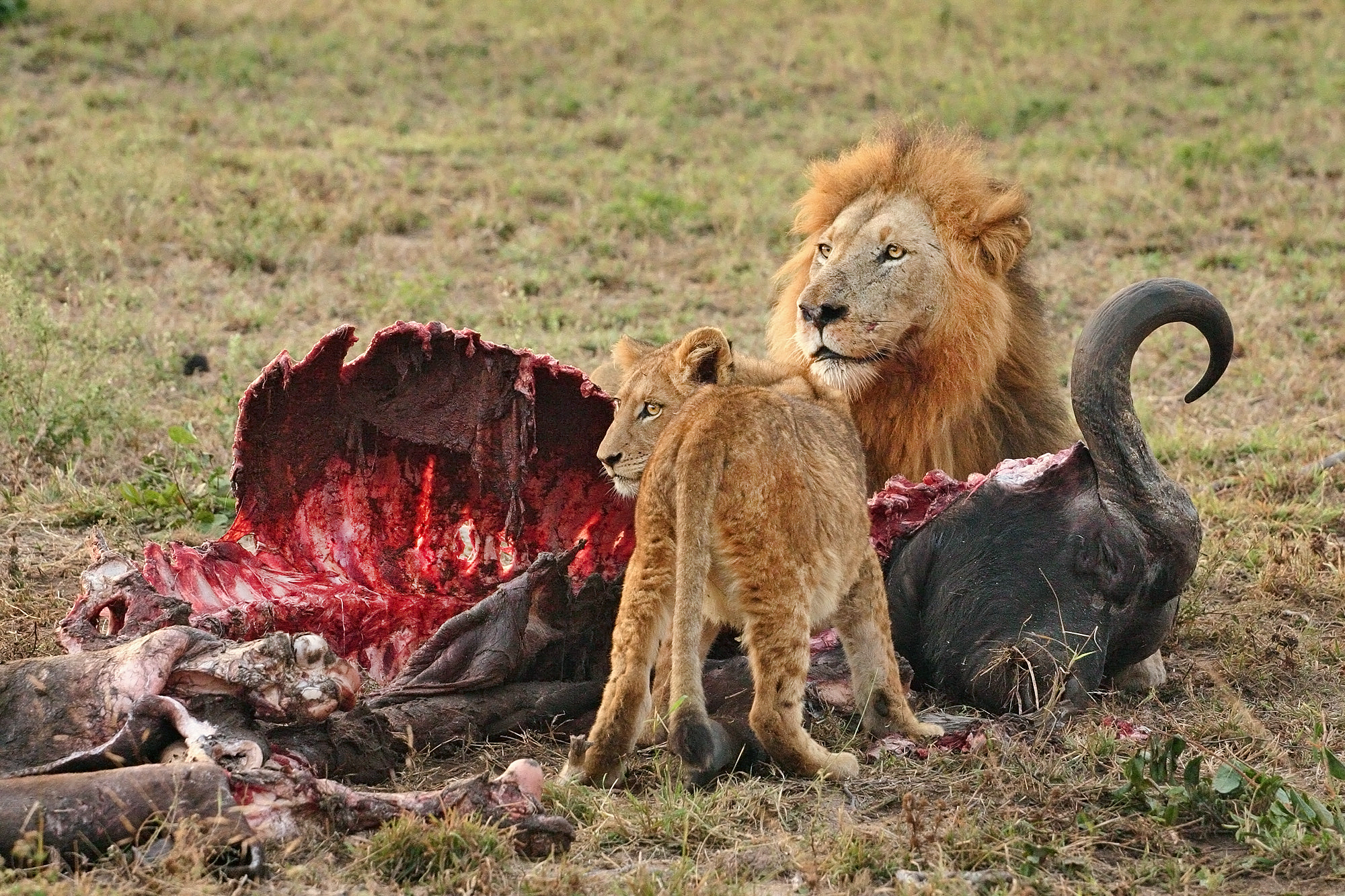
Lion (Panthera leo)

Cet article présente une liste non-exhaustive de références relatives aux mammifères via une liste d'ouvrages, de publications ou de sites internet reconnus par la communauté scientifique comme incontournables ou majeurs, qu'ils soient généraux ou plus ciblés. Pour les sujets comportant une liste de références trop importante, se reporter aux éventuelles sous-pages plus spécialisées via les liens proposés. Pour chaque groupe d'une part, et chaque région d'autre part, cet article présente les grandes lignes historiques de la littérature et cite les auteurs ayant le plus de notoriété. Par ailleurs, les espèces fossiles ne sont pas représentées ici. Pour des références se rapportant aux groupes disparus, consulter la page Orientation bibliographique sur l'origine et l'évolution du vivant.

## Mammalogiegénérale

### Généralités

#### Sites internet
- Mammal Species of the World: Smithsonian National Museum of Natural History
- Mammal species of the World
- Tree of Life Web Project : Mammalia
- Comparative Mammalian Brain Collection (cerveaux de 175 espèces)
- Eastern Kentucky University, Department of Biological Sciences
- Marine Mammals of the World

### Éthologie

#### Sites internet
| Haut de page - Bas de page |